# 日本漫画家協会賞
日本漫画家協会賞（にほんまんがかきょうかいしょう）は公益社団法人日本漫画家協会が、日本漫画界の向上発展を図る目的のために、1972年に設立した賞である。

## 概要
全くの個人出版、展覧会等まで受賞対象を広く求め、漫画家が選考するため、ユニークな作品が選考されることがある。また、賞金は協会会員の会費より捻出し、業界等からの影響は一切受けない運営となっている。
また賞の枠組みに関して、2001年から大賞が一般的な長編のコミック部門、一コマ漫画などのカートゥーン部門の2枠に、2023年からはこの2つに区分できないジャンルの作品向けに、石ノ森章太郎が提唱した「萬画」を用いた萬画部門を含めて3部門となっている。このほか優秀賞、特別賞、新人賞などがその時の候補によって臨機応変に決められている。
1990年から始まった文部大臣賞（2001年からは文部科学大臣賞）は、当時自民党の代議士で文部大臣であった西岡武夫とのつながりで生まれたもので、国民に広く愛された漫画を生んだ漫画家を対象に選考されている。現在受賞パーティーには文部省から事務方が大臣代理で出席するが、西岡はほぼ毎年招かれて出席している。西岡が参議院議長を務める2011年には参議院議長賞が新設された。2021年からは漫画文化の発展に取り組んでいる鳥取県・高知県に協会から提案したことで新設された両県の県知事賞として「まんが王国とっとり賞」「まんが王国・土佐賞」が贈られるようになっている。
選考は漫画家、漫画評論家、漫画関係者（1名）の10 - 12名の選考委員により、その年の出版物・活動に対し受け付けた応募作品、推薦作品を対象におこなわれる。各委員による推薦理由のスピーチや議論と投票を交互に行って候補作をしぼり、2次から3次の投票によって、各賞が決定する。特別賞については、年により、次点の作品、奨励賞の意味合いをもつ作品、その年の漫画界への貢献大だった活動など様々である。
出版社等主催の他の漫画賞の選考対象にならない地味な作品や活動を拾い上げようとする意図と、純粋に作品の質だけを見ようとする意図とが交錯しあうが、多人数による無記名投票なので、特定の団体に利する意図の入り込む余地はない。

## 歴代受賞者リスト

### 第1回（1972年度）
- 大賞
  - 『動物漫画百科』ヨシトミヤスオ
- 奨励賞
  - 『ぐろう』佐川美代太郎
- 努力賞
  - 『日本現人ドナイショーントロプス』木曽秀夫
  - 『人喰魚』辰巳ヨシヒロ

### 第2回（1973年度）
- 大賞
  - 『宇宙船ノア』畑田国男
- 優秀賞
  - 『ミモザ館でつかまえて』大島弓子
  - 「一連のタブロー作品」中島弘二
  - 『そっくり』針すなお
  - 『ドラえもん』藤子不二雄
  - 『私の妖精たち』牧野圭一

### 第3回（1974年度）
- 大賞
  - 『元禄遊女伝』矢野徳
- 特別賞
  - 『ある風俗絵巻』遠藤健郎
- 優秀賞
  - 『ヒビスカス・エロティック』クミタリュウ
  - 『漫画のおべんとう箱』永島慎二
  - 「『先祖をたずねて億万年』シリーズ」伊東章夫
  - 『あの娘はだあれ!?』牧野和子
  - 『緋紋の女』牧美也子

### 第4回（1975年度）
- 大賞
  - 『浜昼顔』キリコ・タク
- 優秀賞
  - 「『シャリバリ展』出品作、その他」イワタタケオ
  - 『つる姫じゃーっ!』土田よしこ
- 努力賞
  - 『日本のまつり』平野勲
- 特別優秀賞
  - 『ブラック・ジャック』手塚治虫

### 第5回（1976年度）
- 大賞
  - 『マタギ』矢口高雄
- 優秀賞
  - 『出発進行』泉昭二
  - 『彩りのころ』津雲むつみ
- 特別賞
  - 「京都精華短期大学美術科マンガクラス作品集」

### 第6回（1977年度）
- 大賞
  - 『北に住みて想う日々あれば』山村輝夫
- 優秀賞
  - 『小さな恋のものがたり』みつはしちかこ
- 特別賞
  - 『のたり松太郎』ちばてつや
  - 『がんばれゴンベ』園山俊二

### 第7回（1978年度）
- 大賞
  - 『動物シリーズ』田村久子
- 優秀賞
  - 『田園ミステリー』島充
  - 『戻って来た虫たち』近藤幸二
- 特別賞
  - 『一連のSF漫画シリーズ』松本零士
- 新人賞
  - 『マンガ・トリ』臂美恵

### 第8回（1979年度）
- 大賞
  - 『百馬鹿』横山隆一
- 優秀賞
  - 『四季の女いろ色紙』中沢武子
  - 『ピコラ・ピコラ』たちいりハルコ
  - 『ゆかいなふたり』山根青鬼
  - 『はちプラスむげんだい』ウノ・カマキリ

### 第9回（1980年度）
- 大賞

（該当作なし）
- 優秀賞
  - 『ムーン・ノンセンス』タナカミノル
  - 『気ままな音楽家たち』大西ひろみ
  - 「奥田怜子個展作品」奥田怜子
  - 『オルフェウスの窓』池田理代子
- 選考委員特別賞
  - 『まつやまふみおの世界』まつやまふみお

### 第10回（1981年度）
- 大賞

（該当作なし）
- 優秀賞
  - 「ビッグコミックの表紙及びサントリーの広告似顔絵」日暮修一
  - 『まんだら屋の良太』畑中純
  - 「『I・N・R・I』『童夢』など一連の作品」大友克洋
  - 『迷子』千葉督太郎
  - 『AQUARIUM・X…水族館・X』森本清彦

### 第11回（1982年度）
- 大賞

（該当作なし）
- 優秀賞
  - 『絶対安全剃刀』高野文子
  - 「絵巻えほん『川』」前川かずお
  - 『1コマ1/2　ザ・ファミリー・オブ・マンガ』森田拳次
  - 『パリと猫と』ナメ川コーイチ
  - 『ハブ捕り』新里堅進
- 選考委員特別賞
  - 「『漫画少年史』の編さん」寺田ヒロオ

### 第12回（1983年度）
- 大賞
  - 『絵で見る日本ストリップ史』おのざわ・さんいち
- 優秀賞
  - 『一丁目のトラ吉』セツコ・山田
  - 『あんたが悪いっ』いがらしみきお
  - 『吹けばとぶよな』鮎沢まこと
- 理事長賞
  - 『不沈漫画艦』猪俣昭良

### 第13回（1984年度）
- 大賞
  - 『ユーモアけじめ症候群』西村晃一
- 優秀賞
  - 『合葬』杉浦日向子
  - 『速水空漫画集』速水空
- 選考委員特別賞
  - 『日本のんびり旅行』秋玲二

### 第14回（1985年度）
- 大賞
  - 『改田昌直のアーバン世界』改田昌直
- 優秀賞
  - 『ギリシア神話』嶌峰麻利子
  - 『ENBAN USAGI』足立紀史
- 選考委員特別賞
  - 『面影の女』杉浦幸雄

### 第15回（1986年度）
- 大賞
  - 『一朗忍者考』富永一朗
- 優秀賞
  - 『見晴らしガ丘にて』近藤ようこ
  - 『ユーモア・ポスター集』秋山孝
  - 『餃子読本』山崎克己
- 選考委員特別賞
  - 「近代漫画の調査・研究による長年の功績」清水勲

### 第16回（1987年度）
- 大賞
  - 『裏町セレナーデ』滝田ゆう
- 優秀賞
  - 『駄菓子屋風にがおカタログ』関根義人
  - 『鳥神話』岩本久則
  - 『聖14グラフィティ』渡辺多恵子
- 選考委員特別賞
  - 「漫画家生活50年の業績に対して」那須良輔

### 第17回（1988年度）
- 大賞
  - 『マンガ日本経済入門』石ノ森章太郎
- 優秀賞89\
  - 「『食後の毒薬』『職人百づくし』など一連のイラストレーション」武田秀雄
  - 『まんが5・7・5』山根赤鬼
- 選考委員特別賞
  - 『福祉マンガ・みんないいひと』秋竜山

### 第18回（1989年度）
- 大賞

（該当作なし）
- 優秀賞
  - 『あこバアチャン』上田トシコ
  - 『焼けあとの元気くん』北見けんいち
  - 「一連のコミック作品」花村えい子
  - 『少年の日』安藤勇寿
- 選考委員特別賞
  - 『鄭辛遙漫画選』鄭辛遙

### 第19回（1990年度）
- 大賞
  - 『アンパンマン』やなせたかし
- 優秀賞
  - 『おかめはちもく』ささやななえ
  - 『ひとコマワールド』深野正士
  - 『HAT CAT BUT』マエダパルコ
  - 『ナムジ』安彦良和
- 文部大臣賞
  - 「現在の漫画文化隆盛の礎を築いた全業績」手塚治虫

### 第20回（1991年度）
- 大賞
  - 『CARTOON COLLECTION』FECO NIPPON
- 優秀賞
  - 『アルカサル -王城-』青池保子
  - 『あんにゃ もんにゃ』野崎慎一郎
  - 『三国志』横山光輝
  - 『東周英雄伝』鄭問
- 選考委員特別賞
  - 『歌舞伎・文楽に寄せて』榎その
- 文部大臣賞
  - 『サザエさん』長谷川町子

### 第21回（1992年度）
- 大賞
  - 『極楽町一丁目』二階堂正宏
- 優秀賞
  - 『親なるもの 断崖』曽根富美子
  - 『ここだけのふたり!!』森下裕美
  - 『僕とフリオと校庭で』『異界録』諸星大二郎
  - 「政治漫画」山田紳
- 選考委員特別賞
  - 『ぼくの細道』志村つね平
- 文部大臣賞
  - 「日本の漫画文化に貢献した全業績」横山隆一

### 第22回（1993年度）
- 大賞
  - 『よう、怪!快?』モロズミ勝
- 優秀賞
  - 『オフィ椅子シンドローム』クロイワ・カズ
  - 『イカの墨』ハシヨシヒサ
  - 『「坊っちゃん」の時代』関川夏央／谷口ジロー
  - 『闇の果てから』津雲むつみ
- 選考委員特別賞
  - 『ナンセンスに賭ける』峯島正行
- 文部大臣賞
  - 「ユーモアにあふれた一連の作品」馬場のぼる

### 第23回（1994年度）
- 大賞
  - 『風の谷のナウシカ』宮崎駿
- 優秀賞
  - 『ナンセンス・スポーツ』笠松洋
  - 『絵ニマルズ』香取正樹
  - 『緋の稜線』佐伯かよの
- 特別賞
  - 『Qman 九州漫画家協会結成45周年記念』九州漫画家協会
- 文部大臣賞
  - 『ドラえもん』藤子・F・不二雄

### 第24回（1995年度）
- 大賞
  - 「漫画『サンデーコンサート』展」小澤一雄
- 優秀賞
  - 『ぐるぐるバイバイまた来てネ』田中智海
  - 『ガラスの仮面』美内すずえ
  - 『どんぐりの家』山本おさむ
- 選考委員特別賞
  - 「漫画月刊誌『ガロ』を30余年にわたり発行し多くの作家を育てた功績」長井勝一
- 文部大臣賞
  - 『アンパンマン』やなせたかし

### 第25回（1996年度）
- 大賞

（該当作なし）
- 優秀賞
  - 『あっかんべェ一休』坂口尚
  - 『カートゥーンコーナー』坂井せいごう
  - 『男は肥料 女は天晴れ』ぬまじりよしみ
  - 『20世紀の366日』橋本勝
  - 『ペッパーミント物語』森雅之
- 選考委員特別賞
  - 『箱絵』泉ゆきを
- 文部大臣賞
  - 「『ゲゲゲの鬼太郎』他一連の妖怪漫画」水木しげる

### 第26回（1997年度）
- 大賞
  - 『アタゴオル玉手箱』ますむらひろし
- 優秀賞
  - 「AGON収録作品及び世相漫画」河原崎弘司
  - 『越後屋小判』奈知未佐子
- 選考委員特別賞
  - 『暢気な兵隊』青木久利
- 文部大臣賞
  - 「全作品」赤塚不二夫

### 第27回（1998年度）
- 大賞

（該当作なし）
- 優秀賞
  - 『怪奇版画男』唐沢なをき
  - 『新しい町古い街東京スケッチ』『てくてくスケッチ』鈴木太郎
  - 『あじさいの唄』森栗丸
- 特別賞
  - 『錦子の世界』大山錦子
- 文部大臣賞
  - 「全作品」石ノ森章太郎

### 第28回（1999年度）
- 大賞
  - 「『絵で読む阿弥陀経』及び一連の仏教作品」佐川美代太郎
- 優秀賞
  - 『コボちゃん』『おとぼけ課長』植田まさし
  - 『パタリロ!』魔夜峰央
  - 『老いは愉し!老人漫画宣言』西澤勇司
- 特別賞
  - 『名句のせかいを描く』漫画家の絵本の会
- 選考委員特別賞
  - 『クリちゃんの動物園さんぽ』根本進
- 文部大臣賞
  - 『まっぴら君』加藤芳郎

### 第29回（2000年度）
- 大賞

（該当作なし）
- 優秀賞
  - 『サラリ君』西村宗
  - 『越後荒川堂夜話』石坂和道
  - 「『変身』杉本昭義まんが集」杉本昭義
- 選考委員特別賞
  - 「『のらくろ』他一連の作品」田河水泡
  - 『冒険ダン吉』島田啓三
- 文部大臣賞
  - 「一連の作品」小島功

### 第30回（2001年度）
- 大賞
  - 『アサッテ君』東海林さだお
  - 『こちら葛飾区亀有公園前派出所』秋本治
- 特別賞
  - 『GOGOモンスター』松本大洋
- 文部大臣賞
  - 「全作品」ちばてつや

### 第31回（2002年度）
- 大賞
  - 『ゴルゴ13』さいとう・たかを
  - 「『サンワリ君』ほか一連の作品」鈴木義司
- 特別賞
  - 「25年にわたる『漫画新聞』の発行と、アジアMANGAサミット開催を推進した功績」木村忠夫
- 新人賞
  - 『ユキポンのお仕事』東和弘
  - 『神戸在住』木村紺
- 文部大臣賞
  - 「全作品」わたなべまさこ

### 第32回（2003年度）
- 大賞
  - 『黄昏流星群』弘兼憲史
  - 「一連の作品」いしいひさいち
- 優秀賞
  - 『Cartoon2003』菊池正文
- 特別賞
  - 「その業績」森熊猛
- 文部科学大臣賞
  - 「全作品」上田トシコ

### 第33回（2004年度）
- 大賞
  - 『ほのぼの君』佃公彦
  - 『ブラックジャックによろしく』佐藤秀峰
- 特別賞
  - 『奥の細道』すずき大和
- 文部科学大臣賞
  - 「全作品」横山光輝

### 第34回（2005年度）
- 大賞
  - 『私の八月十五日』私の八月十五日の会（代表幹事：森田拳次）
  - 『失踪日記』吾妻ひでお
- 特別賞
  - 『まんがマン復刻版』大坂ときを
  - 『画業半世紀　一峰大二大全集』一峰大二
  - 『漫画で描く日本の祭り』平野勲
- 文部科学大臣賞
  - 「全作品」藤子不二雄Ⓐ

### 第35回（2006年度）
- 大賞
  - 『赤い雪』勝又進
  - 『秋竜山マンガ通信』秋竜山
- 特別賞
  - 『ドキュメント2005』チョン・インキョン
  - 『JAPON』飛鳥新社JAPON編集部（日仏漫画家16名によるアンソロジー：安野モヨコ／松本大洋／花輪和一／谷口ジロー／高浜寛／五十嵐大介／沓澤龍一郎／フレデリック・ボワレ／エティエンヌ・ダボドー／エマニュエル・ギルベール／オレリア・オリタ／ジョアン・スファール／ダビッド・プリュドム／ニコラ・ド・クレシー／ファブリス・ノー／シュイテン&ペータース）
- 文部科学大臣賞
  - 「全作品及び文化活動」里中満智子

### 第36回（2007年度）
- 大賞
  - 『神聖喜劇』大西巨人・のぞゑのぶひさ・岩田和博
  - 「『タマちゃんとチビ丸』他一連の作品」砂川しげひさ
- 優秀賞
  - 『喰いしん坊!』土山しげる
- 特別賞
  - 『2007 mamechan calendar』はまのゆか
  - 「一連の活動に対して」さいたま市立漫画会館
- 文部科学大臣賞
  - 「全作品」水島新司

### 第37回（2008年度）
- 大賞
  - 『20世紀少年』『21世紀少年』浦沢直樹
  - 『ひなちゃんの日常』南ひろこ
- 優秀賞
  - 『妖精国の騎士』中山星香
- 特別賞
  - 『謎のマンガ家・酒井七馬伝』中野晴行
  - 「全業績に対して」橋爪まんぷ
- 文部科学大臣賞
  - 「全業績に対して」成瀬國晴

### 第38回（2009年度）
- 大賞
  - 『鎌倉ものがたり』西岸良平
  - 『政治漫画』所ゆきよし
- 優秀賞
  - 『海獣の子供』五十嵐大介
- 特別賞
  - 「『懐かしの昭和30年代色紙画展』展示作品」うゑださと士
- 文部科学大臣賞
  - 「全作品」北見けんいち

### 第39回（2010年度）
- 大賞
  - 『深夜食堂』安倍夜郎
  - 『TWILIGHT HOSPITAL 院内感染笑候群』鮎沢まこと
- 優秀賞
  - 『壬生義士伝』ながやす巧
- 特別賞
  - 「全業績」山根青鬼
- 文部科学大臣賞
  - 「全作品」水野英子

### 第40回（2011年度）
- 大賞
  - 『ヘルプマン!』くさか里樹
  - 『落画』他一連の作品(池袋演芸場展覧会作品)ウノ・カマキリ
- 特別賞
  - 「まんが事業に対して」高知県
- 参議院議長賞
  - 『毎日かあさん』西原理恵子
- 文部科学大臣賞
  - 「全作品」萩尾望都

### 第41回（2012年度）
- 大賞
  - コミック部門：『ONE PIECE』尾田栄一郎
  - カーツーン部門：『ねこだらけ ナイス』横山キムチ
- 特別賞
  - 「漫画文化への貢献に対して」京都国際マンガミュージアム
- 文部科学大臣賞
  - 「全作品と活動に対して」竹宮惠子

### 第42回（2013年度）
- 大賞
  - 『静かなるドン』新田たつお
- 優秀賞
  - 『ママゴト』松田洋子
  - 『ペコロスの母に会いに行く』岡野雄一
- 特別賞
  - 『今日もいい天気』山本おさむ
  - 『振り子』鉄拳
- 文部科学大臣賞
  - 「全業績に対して」平田弘史

### 第43回（2014年度）
- 大賞
  - コミック部門：『あさりちゃん』室山まゆみ
  - カーツーン部門：『Two Faces』小河原智子
- 優秀賞
  - 『フイチン再見!』村上もとか
- 特別賞
  - 『まんまる団地』オダシゲ
- 文部科学大臣賞
  - 「展覧会『私の八月十五日』など」森田拳次

### 第44回（2015年度）
- 大賞
  - コミック部門：『凍りの掌 シベリア抑留記』『あとかたの街』おざわゆき
  - カーツーン部門：『いちご戦争』今日マチ子
- 優秀賞
  - 『ヒトコマ日和』木南精示
- 特別賞
  - 「全作品」和田誠
- 文部科学大臣賞
  - 『小さな恋のものがたり』みつはしちかこ

### 第45回（2016年度）
- 大賞
  - コミック部門：『鼻紙写楽』一ノ関圭
  - カーツーン部門：『かりあげクン』植田まさし
- 優秀賞
  - 『誰でもないところからの眺め』いがらしみきお
- 特別賞
  - 「『ワイルド7R』ほか全作品」望月三起也
- 文部科学大臣賞
  - 「全作品」秋竜山

### 第46回（2017年度）
- 大賞
  - コミック部門：『つげ義春夢と旅の世界』他一連の作品つげ義春
  - カーツーン部門：『クレージーマンガ』クリ・ヨウジ
- 優秀賞
  - 『ペリリュー −楽園のゲルニカ−』武田一義
- 特別賞
  - 「『フジ三太郎』ほか全作品」サトウサンペイ
- 文部科学大臣賞
  - 該当なし

### 第47回（2018年度）
- 選考委員長：ちばてつや　選考委員：赤松健、原子力、天野誠、ヒサクニヒコ、小河原智子、弘兼憲史、門倉紫麻、山田ゴロ、くさか里樹、ヤマダトモコ、野谷真治、吉本浩二、はざま隆治[5]
- 大賞
  - コミック部門：『諸星大二郎劇場』諸星大二郎
  - カーツーン部門：『HITOKOMART』篠原ユキオ
- 優秀賞
  - 『弟の夫』田亀源五郎
- 特別賞
  - 「日本漫画展」日本漫画の会
- 文部科学大臣賞
  - 「全作品」永井豪

### 第48回（2019年度）
- 選考委員長：里中満智子　選考委員：倉田よしみ、タナカミノル、齋藤なずな、牧野圭一、竹宮惠子、安彦良和
- 大賞
  - コミック部門：『あれよ星屑』山田参助
  - カーツーン部門：『横田吉昭のカートゥーン』（自費出版）横田吉昭
- 優秀賞
  - 『夕暮れへ』齋藤なずな
- 特別賞
  - 「『ちびまる子ちゃん』他全作品」さくらももこ
- 文部科学大臣賞
  - 「全作品」バロン吉元

### 第49回（2020年度）
- 選考委員長：里中満智子　選考委員：倉田よしみ、タナカミノル、齋藤なずな、牧野圭一、竹宮惠子、安彦良和
- 大賞
  - コミック部門：『風雲児たち』みなもと太郎
  - カーツーン部門：『風刺漫画／政治漫画』佐藤正明
- 特別賞
  - 「コミックマーケット準備会」
- 文部科学大臣賞
  - 「ルパン三世」モンキー・パンチ

### 第50回（2021年度）
- 大賞
  - コミック部門：『鬼滅の刃』吾峠呼世晴
  - カーツーン部門：『NEW　NORMAL！』ジョルジュ・ピロシキ
- まんが王国とっとり賞
  - 『戦争は女の顔をしていない』小梅けいと
- まんが王国土佐賞
  - 『EYEMASK』
- 文部科学大臣賞
  - 「起き上がりこぼしプロジェクト」

### 第51回（2022年度）
- 大賞
  - コミック部門：『ゴールデンカムイ』（野田サトル）
  - カーツーン部門：『丁寧な暮らしをする餓鬼』（塵芥居士）
- まんが王国とっとり賞
  - 『タコピーの原罪』（タイザン5）
- まんが王国・土佐賞
  - 『渡る世間は面白い』（坂井せいごう）
- 文部科学大臣賞
  - さいとう・たかをとさいとう・プロダクション[6]

### 第52回（2023年度）
- 大賞
  - コミック部門：『SPY×FAMILY』（遠藤達哉）
  - カーツーン部門：『風刺漫画で説く 女を待つバリア』（西田淑子）
  - 萬画部門：『マガジンロンド』（マツオヒロミ）
- まんが王国とっとり賞
  - 『メイドインアビス』（つくしあきひと）
- まんが王国・土佐賞
  - 『ビランジ』（竹内オサム）
- 文部科学大臣賞
  - 『超人ロック』（聖悠紀）[7]

### 第53回（2024年度）
- 大賞
  - コミック部門：『かろりのつやごと』（小田ゆうあ）
  - カーツーン部門：『TAKUPEDIA』（古川タク）
  - 萬画部門：『ちいかわ なんか小さくてかわいいやつ』（ナガノ）
- まんが王国とっとり賞
  - 『龍とカメレオン』（石山諒）
- まんが王国・土佐賞
  - 『去年の雪』（村岡栄一）
- 文部科学大臣賞
  - 「全作品」（ながやす巧）[8]

### 第54回（2025年度）
- 大賞
  - コミック部門：『ツレ猫 マルルとハチ』（園田ゆり）　
  - カーツーン部門：『10人の博士の昼休み』：（山口マサル）　
  - 萬画部門：『星旅少年 Planetarium ghost travel』（坂月さかな）
- まんが王国とっとり賞
  - 『ブスなんて言わないで』（とあるアラ子）
- まんが王国・土佐賞
  - 『羆撃ちのサムライ』（本庄敬／ 井原忠政）
- 文部科学大臣賞
  - 『楳図かずお 全作品』（楳図かずお）

## 参考資料
- 『100年後に残したい！マンガ名作』（日本漫画家協会監修、玄光社、2017年12月発行）
第1回（1972年度）から第46回（2017年度）までの「歴代受賞者ならびに受賞作品リスト」が掲載されている。